# توماسفيل (كارولاينا الشمالية)
توماسفيل (بالإنجليزية: Thomasville, North Carolina)‏ هي مدينة تقع في الولايات المتحدة في كارولاينا الشمالية. يقدر عدد سكانها بـ 21,354 نسمة ومساحتها 28.9 كم2 وترتفع عن سطح البحر 256 متر.

## التركيبة السكانية
حدّد مكتب تعداد الولايات المتحدة بيانات التركيبة السكانية لتوماسفيل في تعداد الولايات المتحدة. في ما يلي، التركيبة السكانية حسب تعدادي 2000 و2010.

### تعداد عام 2000
بلغ عدد سكان توماسفيل 19,788 نسمة بحسب تعداد عام 2000، وبلغ عدد الأسر 7,978 أسرة وعدد العائلات 5,305 عائلة مقيمة في المدينة. في حين سجلت الكثافة السكانية 455.2 نسمة لكل كيلومتر مربع (1,179.0/ميل2). وبلغ عدد الوحدات السكنية 8,515 وحدة بمتوسط كثافة قدره 195.9 لكل كيلومتر مربع (507.4/ميل2).
وتوزع التركيب العرقي للمدينة بنسبة 69.63% من البيض و23.91% من الأمريكيين الأفارقة و0.45% من الأمريكيين الأصليين و0.83% من الأمريكيين ذوي الأصول الآسيوية و3.83% من الأعراق الأخرى و1.35% من عرقين مختلطين أو أكثر و6.93% من الهسبانيون أو اللاتينيون من أي عرق.
بلغ عدد الأسر 7,978 أسرة كانت نسبة 35.9% منها لديها أطفال تحت سن الثامنة عشر تعيش معهم، وبلغت نسبة الأزواج القاطنين مع بعضهم البعض 44.2% من أصل المجموع الكلي للأسر، ونسبة 17.1% من الأسر كان لديها معيلات من الإناث دون وجود شريك، بينما كانت نسبة 5.1% من الأسر لديها معيلون من الذكور دون وجود شريكة وكانت نسبة 33.5% من غير العائلات. تألفت نسبة 28.6% من أصل جميع الأسر من عدة أفراد يعيشون في نفس المنزل ونسبة 10.9% كانت تتألف من شخص يعيش بمفرده يبلغ من العمر 65 عاماً أو أكثر. وبلغ متوسط حجم الأسرة المعيشية 2.43، أما متوسط حجم العائلات فبلغ 2.96.
بلغ العمر الوسطي للسكان 34.0 عاماً. وكانت نسبة 25.2% من القاطنين تحت سن الثامنة عشر، وكانت نسبة 8.9% بين الثامنة عشر والرابعة والعشرين عاماً، ونسبة 31.2% كانت واقعةً في الفئة العمرية ما بين الخامسة والعشرين والرابعة والأربعين عاماً، ونسبة 19.9% كانت ما بين الخامسة والأربعين والرابعة والستين، ونسبة 12.8% كانت ضمن فئة الخامسة والستين عاماً فما فوق. يوجد لكل 100 أنثى 91.6 ذكر، ويوجد لكل 100 أنثى في الثامنة عشر من عمرها فما فوق 87.4 ذكر.
بلغ متوسط دخل الأسرة في المدينة 27,083 دولارًا، أما متوسط دخل العائلة فبلغ 30,509 دولارًا. وكان متوسط دخل الذكور 24,060 دولارًا مقابل 19,056 دولارًا للإناث. وسجل دخل الفرد الخاص بالمدينة 14,365 دولارًا. وكانت نسبة 18.4% من العائلات ونسبة 22% من السكان تحت خط الفقر، وكان من هؤلاء نسبة 32.7% تحت سن الثامنة عشر ونسبة 19.5% في الخامسة والستين من العمر وما فوق.

### تعداد عام 2010
بلغ عدد سكان توماسفيل 26,757 نسمة بحسب تعداد عام 2010، وبلغ عدد الأسر 10,537 أسرة وعدد العائلات 7,013 عائلة مقيمة في المدينة. في حين سجلت الكثافة السكانية 615.5 نسمة لكل كيلومتر مربع (1,594.1/ميل2). وبلغ عدد الوحدات السكنية 11,870 وحدة بمتوسط كثافة قدره 273.1 لكل كيلومتر مربع (707.3/ميل2).
وتوزع التركيب العرقي للمدينة بنسبة 68.34% من البيض و19.59% من الأمريكيين الأفارقة و0.74% من الأمريكيين الأصليين و1.09% من الأمريكيين ذوي الأصول الآسيوية و0% من سكان جزر المحيط الهادئ و8.12% من الأعراق الأخرى و2.11% من عرقين مختلطين أو أكثر و14.37% من الهسبانيون أو اللاتينيون من أي عرق.
بلغ عدد الأسر 10,537 أسرة كانت نسبة 36.8% منها لديها أطفال تحت سن الثامنة عشر تعيش معهم، وبلغت نسبة الأزواج القاطنين مع بعضهم البعض 42.3% من أصل المجموع الكلي للأسر، ونسبة 18.3% من الأسر كان لديها معيلات من الإناث دون وجود شريك، بينما كانت نسبة 6% من الأسر لديها معيلون من الذكور دون وجود شريكة وكانت نسبة 33.4% من غير العائلات. تألفت نسبة 28.3% من أصل جميع الأسر من عدة أفراد يعيشون في نفس المنزل ونسبة 11.7% كانت تتألف من شخص يعيش بمفرده يبلغ من العمر 65 عاماً أو أكثر. وبلغ متوسط حجم الأسرة المعيشية 2.50، أما متوسط حجم العائلات فبلغ 3.05.
بلغ العمر الوسطي للسكان 36.2 عاماً. وكانت نسبة 26.5% من القاطنين تحت سن الثامنة عشر، وكانت نسبة 8.5% بين الثامنة عشر والرابعة والعشرين عاماً، ونسبة 27.6% كانت واقعةً في الفئة العمرية ما بين الخامسة والعشرين والرابعة والأربعين عاماً، ونسبة 23.5% كانت ما بين الخامسة والأربعين والرابعة والستين، ونسبة 13.9% كانت ضمن فئة الخامسة والستين عاماً فما فوق. وتوزع التركيب الجنسي للسكان بنسبة 47.7% ذكور و52.3% إناث.

## أعلام
- ويل مايرز
- توماس جونسون
- برايان فيكرز
- حيرام هاميلتون وارد
- داريل براينت